# 福島競馬倶楽部
福島競馬倶楽部（ふくしまけいばくらぶ）は、かつて競馬を施行していた団体で競馬倶楽部の一つ。1908年（明治41年）4月に藤枝競馬倶楽部として設立、1918年（大正7年）1月12日に改称され1937年（昭和12年）7月31日に解散した。

## 発足までの経緯

### 福島県産馬畜産組合主催の祭典競馬
1887年（明治20年）から福島県産馬畜産組合によって奉納競馬が信夫招魂社（現在は信夫山（しのぶやま）公園）に設けられた1周800メートルの競馬場で毎年春秋に開催された。東北地方初の洋式競馬である。しかし1897年（明治30年）の開催を最後に、1902年（明治35年）には自然消滅の形であったこともあり郡山の開成山（現在の郡山市役所前）に移転し、馬券を発売すると日露戦争後の競馬熱にのって数万人を集め、地方競馬としては全国屈指の盛り上がりを見せた。当時年間１万頭規模の生産を行っていた有数の馬産地である福島であったが、政府の定める公認競馬の要件を満たさず、開成山競馬は公認競馬の認可を受けられぬまま1908年（明治41年）の馬券禁止時代を迎え、200人にまで観客は激減した。

### 藤枝競馬倶楽部の発足
馬券発売が黙許されていた1908年（明治41年）4月に静岡県志太郡藤枝町（現 藤枝市）に藤枝競馬倶楽部として設立され、志太郡相川村（現 焼津市）に設けられた競馬場で競馬の開催が始まったが、
同年10月に馬券発売が禁止された影響もあり経営状態は思わしくなかった。

### 福島愛馬会の発足
1913年（大正2年）、東北地方に公認競馬場が1ヶ所も無いことを遺憾に思った中通りの政友会福島県会議員伊藤彌は郡山で福島愛馬会を組織し、公認競馬の誘致に乗り出した。しかし郡山では協力者が得られず、政敵である福島の憲政会議員大島要三と政党の違いを乗り越えて団結し、貴族院議員鈴木周三郎、銀行家の内池三十郎、日本三大金山のひとつにかぞえられる高玉金山経営者の肥田金一郎、伊達の服部宗右衛門らを加えて精力的な競馬誘致を行った。

### 福島競馬倶楽部の誕生
福島愛馬会は1917年（大正6年）に、経営難の藤枝競馬倶楽部から開催権を1万6500円で買収、福島県福島市への競馬場移転という形で政府より12月に移転の認可を受け、1918年（大正7年）1月12日に福島競馬倶楽部に改称した。大島らは自ら保証人となって銀行より10万円の融資を受けて競馬運営資金とし、福島市長の二宮哲三に経営を委ねた。また、福島土地株式会社を設立し、福島市が配当を保証するとして株を発行して市民から競馬場の建設資金を得た。競馬場の建設にあたっては、福島市内の建設土木業者を総動員し、3ヶ月で完成させた。こうした経緯があるため、福島競馬場は他の競馬場に比べて市民参加型だといわれる。
1918年（大正7年）6月28日に福島競馬場で競馬の開催が開始。立役者の伊藤彌は直前の2月に没し、大島が会頭に就いている。開催最初の1年で藤枝時代の3.5倍の売り上げを記録し、翌年にはさらに4倍に売り上げを伸ばして大成功を収めた。京浜地区からの客も多く、競馬開催前日には上野から出る急行に増結車が用意された。

## 発足後

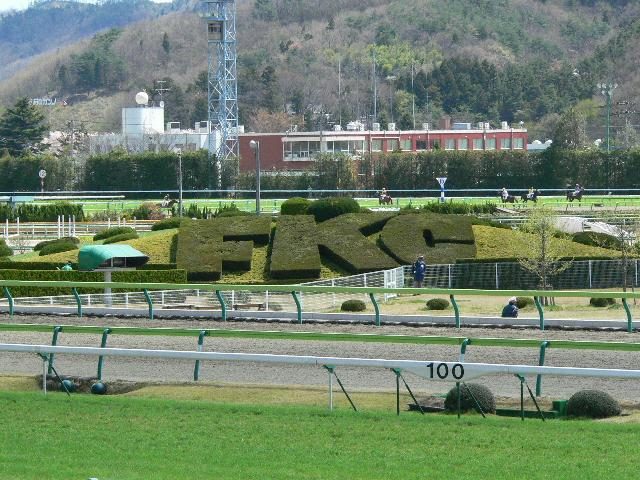
福島競馬場のバンケット（2006年4月22日撮影）

1922年（大正11年）春季からは帝室御賞典が下賜され倶楽部が解散される1937年（昭和12年）まで年1回春季に施行された。1923年（大正12年）に（旧）競馬法が公布され、同年11月16日からは馬券発売の伴う競馬の開催が始まり、1931年（昭和6年）春季には日本で初めて複勝式馬券の発売が始まった。
1936年12月10日に日本競馬会が設立されたのに伴い、1937年6月に倶楽部主催として最後の競馬が開催され、同年7月31日に日本競馬会に統合される形で解散した。
なお、福島競馬場の障害競走コースのバンケットには福島競馬倶楽部のローマ字表記の頭文字であるFKCの文字が施されており名残となっている。